# Austfjorden (Spitsbergen)
Austfjorden is een fjord van het eiland Spitsbergen, dat deel uitmaakt van de Noorse eilandengroep Spitsbergen.
De naam van het fjord betekent oostelijke fjord.

## Geografie
Het fjord is zuidoost-noordwest georiënteerd met een lengte van ongeveer 32 kilometer en een breedte van gemiddeld vijf kilometer. Het fjord is de oostelijke tak van het Wijdefjord dat in noordelijke richting vervolgt.
Austfjorden ligt in zijn geheel in het Nationaal park Indre Wijdefjorden.